# Herz Jesu (Brambauer)

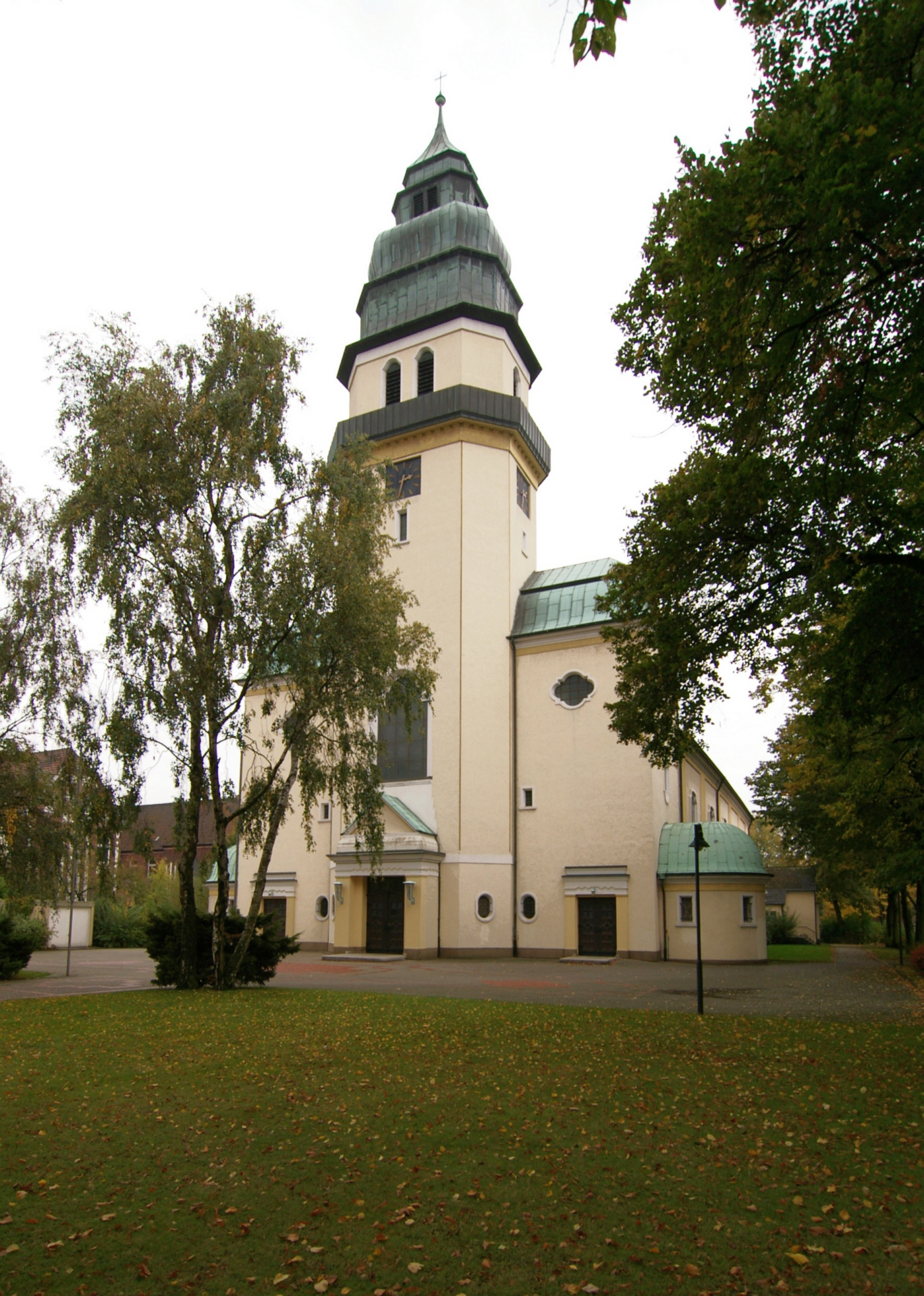
Brambauer Herz-Jesu-Kirche

Die katholische Pfarrkirche Herz Jesu ist ein denkmalgeschütztes Kirchengebäude an der Waltroper Straße in Brambauer, einem Ortsteil der Stadt Lünen im Kreis Unna (Nordrhein-Westfalen).
Das 1914 durch den Architekten Ludwig Becker aus Mainz im Stil des Neubarock errichtete Gotteshaus ist ein markanter stadtbildprägender Bau mit weithin sichtbarem Turm.
Der achteckige Turm beherbergte einst ein dreistimmiges Bronzegeläut und wurde im Jahr 1909 von der renommierten Glockengießerei Otto in Bremen-Hemelingen gefertigt und setzte sich wie folgt zusammen:
| Nr. | Name      | Gussjahr | Gewicht | Schlagton |
| 1   | Herz-Jesu | 1909     | 4100    | b°        |
| 2   | Maria     | 1909     | 2400    | des′      |
| 3   | Joseph    | 1909     | 1700    | es′       |

Zwischen 1940 und 1945 fielen die beiden größten Glocken dem Zweiten Weltkrieg zum Opfer. Sie wurden aus dem Turm entfernt und für militärische Zwecke eingeschmolzen. Nach Kriegsende entstand der Wunsch, diesen Verlust zu kompensieren. Im Jahr 1950 wurden daher zwei neue Glocken aus Gussstahl vom Bochumer Verein gegossen, die den ursprünglichen Glocken sowohl in Gewicht als auch im Schlagton entsprechen sollten.
| Nr. | Name      | Gussjahr | Gewicht | Schlagton |
| 1   | Herz-Jesu | 1950     | 4090    | b°        |
| 2   | Maria     | 1950     | 2400    | des′      |

Das Gesamtgewicht der Glocken beläuft sich auf eindrucksvolle 8190 kg. Dieses Geläut ist damit das schwerste und das zweittontiefste in der Stadt Lünen. Gemeinsam erklingen die Glocken in einem kraftvollen und majestätischen Te Deum. Zur Messe am Wochenende läuten meist alle Glocken, lediglich in der Advents- und der Fastenzeit erklingen nur die Glocken 2 und 3.
Kirche und benachbarte Schule sowie ihr Umfeld sind als bedeutsamer Kulturlandschaftsbereich beschrieben.